# Антуан, Эдди
Эдди Антуан (фр. Eddy Antoine; род. 27 августа 1949, Гаити) — гаитянский футболист, играл на позиции полузащитника. Участник чемпионата мира 1974 года.

## Биография

### Игровая карьера
В течение трёх сезонов Антуан играл за «Расинг Аитьян», одном из самых титулованных клубов гаитянского футбола. Затем он играл в США за «Нью-Джерси Брюэрс» и «Чикаго Стинг», после чего вернулся в Гаити, где закончил карьеру.
В составе сборной Гаити Антуан принимал участие на чемпионате мира 1974 года. На турнире сыграл во всех трёх матчах группового этапа — со сборными Италии (1:3), Польши (0:7) и Аргентины (1:4). По итогам турнира сборная Гаити заняла последнее место в группе с разницей мячей 2—14.
Антуан играл в матчах отборочного турнира на чемпионат мира 1978 года, на который сборная Гаити не прошла квалификацию.